# Lista de episódios de Soul Eater
O anime Soul Eater teve 51 episódios exibidos entre 7 de abril de 2008 e 30 de março de 2009 na TV Tokyo. Foram reexibidos, em datas posteriores, nos canais TV Aichi, TV Hokkaido, TV Osaka, TV Setouchi e TVQ Kyushu Broadcasting. Estes episódios foram lançados em DVD em treze compilações distintas, de 22 de agosto de 2008 a 25 de agosto de 2009.

## Lista de episódios da primeira temporada
| 1ª Temporada (2008/2009) | |
| #                        | Soul Eater |
| 01                       | "A Ressonância da Alma"                                                                                       |
| 02                       | "Eu sou a estrela! Chegou o 'Grande' homem?"                                                                  |
| 03                       | "O garoto da perfeição - A grande missão de Death the Kid?"                                                   |
| 04                       | "Invocação do caçador de bruxa! Encurralando os sentimentos: Aula extra no cemitério?"                        |
| 05                       | "A forma da alma - Stein, o artesão mais forte aparece?"                                                      |
| 06                       | "O tão falado calouro faz sua aparição! Kid, pela primeira vez na Shibusen, uma experiência para se lembrar?" |
| 07                       | "O sangue negro do terror - Há uma arma dentro de Chrona?"                                                    |
| 08                       | "Medusa, a bruxa - Aquela com uma agressiva alma maligna?"                                                    |
| 09                       | "A lenda da espada sagrada - Aventura de Kid e Black Star?"                                                   |
| 10                       | "Espada demoníaca Masamune - Quebre através do espírito dependente. Um coração que canta para a chuva?"       |
| 11                       | "A flor de Camélia - O que repousa além da tristeza?"                                                         |
| 12                       | "A destemida coragem em face do medo - A grande determinação de Maka Albarn?"                                 |
| 13                       | "O homem do olho demoníaco - Soul e Maka, As ondas de almas mal combinadas?"                                  |
| 14                       | "Super exame escrito - Ansioso, Nervoso, Inseguro? Sem essa!"                                                 |
| 15                       | "O dragão negro devorador de almas - A covarde Liz e seus companheiros divertidos?"                           |
| 16                       | "Colisão no navio fantasma! Um inferno dentro da minha cabeça?!                                               |
| 17                       | "A lenda da espada sagrada 2! Bebidas, Sucesso, Dinheiro, Virtude?"                                           |
| 18                       | "O pesadelo na véspera do feriado. As cortinas serão abertas?"                                                |
| 19                       | "Começa! Batalha no subsolo! Golpe através da flecha vetorial da Medusa?"                                     |
| 20                       | "A ressoante batalha do sangue negro - Encarando o medo, a grande luta da pequena alma?"                      |
| 21                       | "Alcance, minha alma - O desejo do coração, dentro da solidão insuportável?"                                  |
| 22                       | "O santuário selado - A armadilha deixada pelo homem imortal?"                                                |
| 23                       | "Vivo ou morto - Entre a ressurreição e o terror?"                                                            |
| 24                       | "Batalha dos deuses - Death City à beira da destruição?"                                                      |
| 25                       | "As Death Scythes Convocadas - Defesa, a Mudança de Emprego do Papa?"                                         |
| 26                       | "Alegre e embaraçosa experiência com matrícula! A vida de um estudante da Shibusen, em sessão?"               |
| 27                       | "Uma sede de sangue de 800 anos! A chegada da bruxa herege?"                                                  |
| 28                       | "Surge o rei da espada - Um gosto doce ou salgado?"                                                           |
| 29                       | "O ressurgimento da Medusa! Aranha e cobra, reunião do destino?"                                              |
| 30                       | "O Expresso Incandescente Fora de Controle! A Ferramenta Demoníaca Deixada Pelo Grande Mago Demoníaco?"       |
| 31                       | "Felicidade morta, de quem são as lágrimas que brilham no luar?"                                              |
| 32                       | "Lenda da espada sagrada 3 - O conto do líder de gangue da Shibusen?"                                         |
| 33                       | "A cadeia da ressonância - Tocando a melodia da alma?"                                                        |
| 34                       | "A competição pelo BREW! Luta! Shibusen versus Arachnophobia?"                                                |
| 35                       | "A tempestade de Mosquito! - O mundo dos velhos tempos - O limite é 10 minutos"?                              |
| 36                       | "As 7 cores da ressonância! A performance da destruição e da criação"?                                        |
| 37                       | "O primeiro caso do detetive! Kid expõe o segredo da Shibusen?"                                               |
| 38                       | "Tentação da luta! A irritação do maior homem?"                                                               |
| 39                       | "Fuga de Crona! Mostre o sorriso?"                                                                            |
| 40                       | "Uma nova jogada! Medusa entrega-se à Shibusen?"                                                              |
| 41                       | "Enrolado e escorregadio! O doutor dança, um novo mundo?"                                                     |
| 42                       | "Ao ataque! O castelo de Baba Yaga, é um pouco confuso?"                                                      |
| 43                       | "A última ferramenta demoníaca! A missão impossível do Kid sem armas?"                                        |
| 44                       | "A decisão da covarde Crona! Por você, que sempre esteve ao meu lado?"                                        |
| 45                       | "A ressonância contra o demônio. Lance com toda a raiva o caçador de demônios?"                               |
| 46                       | "O samurai das artes marciais. Batalha, Mifune versus Black Star?"                                            |
| 47                       | "O acontecimento miraculoso. Voe, nosso robô de Death City?"                                                  |
| 48                       | "Shinigami-sama com uma Death Scythe. Ninguém sabe o que o futuro reserva?"                                   |
| 49                       | "Asura desperta. Para que destino o mundo se dirige?"                                                         |
| 50                       | "Vamos tentar a sorte? Os homens que superam Deus?"                                                           |
| 51                       | "A palavra Chave é a Coragem!" (episódio final)                                                               |